# Sara Goffi
Sara Goffi (Gavardo, 25 luglio 1981) è una nuotatrice italiana.

## Carriera
È una stileliberista che ha ottenuto i migliori risultati attorno all'anno 2000. Ha vinto una medaglia d'Argento agli europei di Helsinki con Luisa Striani, Cecilia Vianini e Sara Parise.

## Palmarès
| Giochi olimpici          | ---                       | 400 m st. libero        | ---                          | 4 x 200 m st. libero                |
| 2000 Sydney Australia    | ---                       | 28ª in batteria 4'18"16 | ---                          | 7ª - 8'04"68 frazione: 2'03"20      |
| Mondiali in vasca corta  | 200 m st. libero          | ---                     | ---                          | 4 x 200 m st. libero                |
| 2000 Atene Grecia        | elim. in batteria 2'02"49 | ---                     | ---                          | 6ª - 8'04"63 frazione: 2'01"68      |
| Campionati europei       | ---                       | 400 m st. libero        | ---                          | 4 x 200 m st. libero                |
| 2000 Helsinki Finlandia  | ---                       | 13ª in batteria 4'20"14 | ---                          | Argento: 8'08"14 frazione: 2'02"69  |
| 2002 Berlino Germania    | ---                       | ---                     | ---                          | squalificata (7.) frazione: 2'04"33 |
| Giochi del Mediterraneo  | ---                       | ---                     | ---                          | 4 x 200 m st. libero                |
| 2001 Tunisi Tunisia      | ---                       | ---                     | ---                          | Bronzo: 8'17"17 :                   |
| Universiadi              | 200 m st. libero          | 400 m st. libero        | 4 x 100 m st. libero         | 4 x 200 m st. libero                |
| 2003 Daegu Corea del Sud | elim. in batteria 2'05"02 | 7ª 4'17"16              | 8ª - 3'51"04 frazione: 57"90 | 6ª - 8'17"60 frazione: 2'02"24      |

### Campionati italiani
7 titoli individuali e 18 in staffetta, così ripartiti:
- 1 nei 200 m stile libero
- 6 nei 400 m stile libero
- 2 nella staffetta 4 x 50 m stile libero
- 6 nella staffetta 4 x 100 m stile libero
- 7 nella staffetta 4 x 200 m stile libero
- 3 nella staffetta 4 x 100 m mista

nd = non disputata
| Anno | Edizione    | st.libero 200 m | st.libero 400 m | st.libero 800 m | st.libero 4x50 m | st.libero 4x100 m | st.libero 4x200 m | misti 100 m | mista 4x100 |
| ---- | ----------- | --------------- | --------------- | --------------- | ---------------- | ----------------- | ----------------- | ----------- | ----------- |
| 1998 | Primaverili | -               | -               | -               | nd               | 3                 | -                 | nd          | 1           |
| 1998 | Estivi      | -               | -               | -               | nd               | 3                 | -                 | nd          | 1           |
| 1999 | Primaverili | -               | 3               | -               | nd               | -                 | 3                 | nd          | 1           |
| 1999 | Estivi      | 1               | 1               | -               | nd               | -                 | -                 | nd          | 2           |
| 1999 | Invernali   | 2               | 1               | 3               | nd               | nd                | nd                | 2           | nd          |
| 2000 | Primaverili | -               | 2               | -               | nd               | -                 | -                 | nd          | 2           |
| 2000 | Estivi      | -               | 1               | -               | nd               | -                 | -                 | nd          | -           |
| 2000 | Invernali   | 3               | 1               | -               | 1                | nd                | nd                | -           | nd          |
| 2001 | Primaverili | -               | 1               | -               | nd               | 1                 | 1                 | nd          | -           |
| 2001 | Estivi      | -               | 1               | -               | nd               | 1                 | 1                 | nd          | -           |
| 2002 | Primaverili | -               | 3               | -               | nd               | 1                 | 1                 | nd          | -           |
| 2002 | Estivi      | 2               | 3               | -               | nd               | 1                 | 1                 | nd          | -           |
| 2002 | Invernali   | -               | 3               | 2               | 1                | nd                | nd                | -           | nd          |
| 2003 | Primaverili | -               | 3               | 2               | nd               | 1                 | 1                 | nd          | -           |
| 2003 | Estivi      | 2               | 3               | 3               | nd               | 1                 | 1                 | nd          | -           |
| 2004 | Primaverili | -               | -               | -               | nd               | -                 | 1                 | nd          | -           |
| 2009 | Primaverili | -               | -               | -               | nd               | -                 | 3                 | nd          | -           |